# 犬越路隧道

2007年時点の瓦礫に埋もれた犬越路隧道の石碑。2004年初めの時点では石碑全体の姿が眺められた。ここに限らず犬越路は全線落石が多い。

犬越路隧道（いぬごえじずいどう）は、神奈川県足柄上郡山北町と相模原市緑区（旧津久井郡津久井町）、山梨県南都留郡道志村との交通路を設けるために建設された、犬越路（海抜1060mの峠）付近にある全長約800mのトンネルである。1970年（昭和45年）3月に開通した。

## 概要
隧道は標高約900mの場所にある。犬越路隧道は南側になる犬越路林道（山北町側）と北側になる神之川林道（相模原市緑区側）の間に位置するが、神之川林道側の落石等が激しくなったため、現在両林道共に一般車両通行禁止となっている。犬越路隧道までは車で進入できない。自動車は進入できないよう遮断棒が設置されている。電気が引かれており、照明が点灯していたものの、車両通行禁止となった後に消灯している。
相模原市緑区側からは国道413号から旧津久井町内の神之川林道経由。山北町側からは中川温泉経由で河内川沿いに登る。